# Ananteris leilae
Espèce
Ananteris leilae est une espèce de scorpions de la famille des Ananteridae.

## Distribution
Cette espèce est endémique du département du Chocó en Colombie. Elle se rencontre vers Riosucio.

## Systématique et taxinomie
Cette espèce a été décrite par Lourenço en 1999.

## Étymologie
Cette espèce est nommée en l'honneur de Leila Aparecida Souza Kury.

## Publication originale
- Lourenço, 1999 : « New species of Ananteris from the north of Choco, Colombia (Scorpiones: Buthidae). » Anales del Instituto de Biologia Universidad Nacional Autonoma de Mexico Serie Zoologia, vol. 70, no 2, p. 93-98 (texte intégral).